# Irydyonia filicis
Irydyonia filicis är en svampart som beskrevs av Racib. 1900. Irydyonia filicis ingår i släktet Irydyonia, ordningen Rhytismatales, klassen Leotiomycetes, divisionen sporsäcksvampar och riket svampar.   Inga underarter finns listade i Catalogue of Life.